# 岡田幹治
岡田 幹治（おかだ もとはる、1940年 - 2021年7月21日）は、日本のジャーナリスト・ノンフィクション作家。
元朝日新聞論説委員、元朝日ニュースター（CS放送）キャスター、元『週刊金曜日』編集長。

## 経歴
新潟県高田市（現・上越市）生まれ。1959年新潟県立高田高等学校卒業。
1964年、一橋大学社会学部を卒業後、朝日新聞社に入社。1979年にワシントン特派員を経て、1988年に朝日新聞論説委員となる。2000年、同社を定年退社。『週刊金曜日』編集長を経て、フリージャーナリストに転身した。現在は、食の安全や公共事業、日本経済を主なテーマにして、市民の立場から取材・執筆・講演活動をしている。
FSN（食の安全を考えるネットワーク）理事のほか、上智大学や法政大学の講師、東京経済大学の非常勤講師も務めている。

## 主な著作
- 『金満症にっぽん』
- 『2003年版騙されないための経済学』

## 主な論文
- 「米国産牛肉は本当に安全か」（エコノミスト 2005年11月22日号）
- 「ニュージーランドで郵貯が復活した理由」（エコノミスト 2005年10月25日号）
- 「日本初の裁判が暴いたGMイネの問題点」（世界週報 2005年10月25日号）
- 「住民の流出がやまぬダム建設予定地」（世界週報 2005年8月30日号）
- 「これでいいのか大増税路線」（月刊ベルダ 2005年12月号）
- 「『宰相候補』竹中平蔵の危うさ」（月刊ベルダ 2005年12月号）